# Vallée d'Aoste Fumin
Le Vallée d'Aoste Fumin est un vin rouge italien de la région autonome Vallée d'Aoste doté d'une appellation DOC depuis le 30 juillet 1985. Seuls ont droit à la DOC les vins récoltés à l'intérieur de l'aire de production définie par le décret. Les vignobles autorisés se situent en Vallée d'Aoste dans les communes de Aoste, Arnad, Arvier, Avise, Aymavilles, Bard, Brissogne, Challand-Saint-Victor, Chambave, Champdepraz, Charvensod, Châtillon, Donnas, Fénis, Gressan, Hône, Introd, Issogne, Jovençan, La Salle, Montjovet, Morgex, Nus, Perloz, Pollein, Pontey, Pont-Saint-Martin, Quart, Saint-Christophe, Saint-Denis, Saint-Nicolas, Saint-Vincent, Sarre, Verrayes, Verrès, Villeneuve.

## Caractéristiques organoleptiques
- couleur : rouge pourpre intense.
- odeur : intense, légèrement épicé
- saveur : sec, légèrement amer.

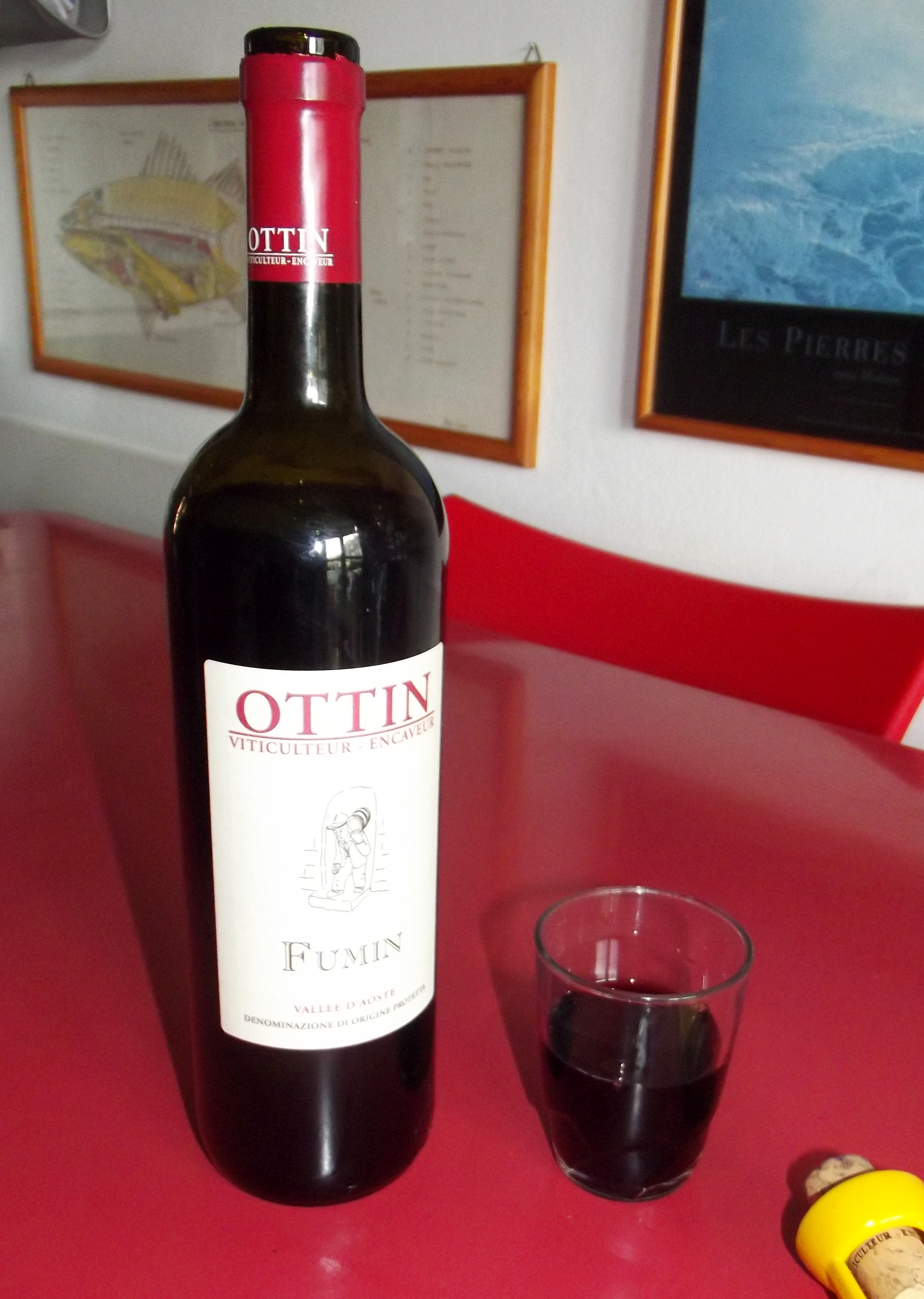
Une bouteille de Fumin

Le Vallée d'Aoste Fumin se déguste à une température de 15 à 17 °C et il se gardera  3 – 6 ans. 

## Association de plats conseillée
Viandes rouges, civets

## Production
Province, saison, volume en hectolitres :
- pas de données disponibles